# 쇠랑산 처녀
《쇠랑산 처녀》는 MBC에서 1976년 10월 31일 방영한 문화방송 경향신문 통합 2주년 및 새마을 특집드라마다.

## 등장 인물
- 김자옥
- 최불암
- 전운
- 조경환
- 박종관
- 정혜선
- 김용림
- 이경진
- 박원숙
- 김유선
- 정상수
- 천동석
- 김상순
- 박규채
- 김호정
- 홍성민
- 김기일
- 박경현
- 김수미
- 이계인
- 신충식
- 박광남
- 임현식
- 강인덕
- 박윤배
- 임채무
- 홍순창
- 이숙